# Minerva Point
Der Minerva Point ist eine Landspitze an der Südküste der Livingston-Insel im Archipel der Südlichen Shetlandinseln. Sie liegt 3 km nordöstlich des Binn Peak auf der Südostseite der Hurd-Halbinsel und ragt in die False Bay hinein.
Das UK Antarctic Place-Names Committee benannte sie 2018. Namensgeber ist der Robbenfänger Minerva aus London, der unter Kapitän Thomas Bunn (1794–1882) zwischen 1820 und 1821 in den Gewässern um die Südlichen Shetlandinseln operiert hatte.